# Aneta Wojtkowska
Aneta Wojtkowska (ur. 9 marca 1991 w Głubczycach) – polska badmintonistka. Zawodniczka Hubala Białystok.

## Kariera
Badmintonistka, reprezentantka  klubów: Unii, Polonii i LKS Technik Głubczyce, a od 2018 Hubala Białystok. Wielokrotna medalistka Mistrzostw Polski.

## Osiągnięcia
- 6- krotna złota medalistka Mistrzostw Polski w grze podwójnej kobiet (2013, 2014, 2015, 2016, 2017, 2018)
- 1- krotna złota medalistka Mistrzostw Polski w grze mieszanej (2015)